# Loja de música online
Uma loja de música online é um serviço online de venda de músicas, separadamente, por álbum ou assinatura mensal. Pode ser diferenciada dos serviços de fluxo de mídia de música em que a loja de música oferece o arquivo de música real, os serviços de fluxo de mídia oferecem escuta total ou parcial sem realmente possuir o arquivo de origem. No entanto, lojas de música geralmente oferecem visualizações de fluxo parciais, alguns mesmo com comprimento total.

## História
O primeiro site de músicas online grátis para download foi o Internet Underground Music Archive. O IUMA como é mais conhecido foi iniciado por Rob Lord, Jeff Patterson e Jon Luini da Universidade da Califórnia, Santa Cruz, em 1993.
Em 1998 na cidade de Miami o empresário Ivan J. Parron, presidente da empresa de desenvolvimento na web Internet Marketing Consultants, Inc. fundou e lançou a Ritmoteca.com como um dos primeiros modelos de negócios de loja de música online. Permitia visitantes pesquisar visualmente através de um catálogo de jukebox-estilo de mais de 300.000 músicas organizadas por álbuns, ouvir uma canção ou videoclipe em 30 segundos e comprar uma música em formato MP3 para download. Ele vendeu canções simples por 0,99 dólares e todo o álbum por 9,99 dólares. A empresa revolucionou a interface gráfica do usuário abrindo portas para acordos de distribuição com a Universal Music Group, Sony Music Entertainment, Bertelsmann Music Group e Warner Music Group. Estes acordos deram à empresa os direitos de distribuição digital on-line de artistas como U2, Madonna, Britney Spears, Enrique Iglesias e Jay-Z. O conceito de empresa tinha sido originalmente para o consumidor para baixar um arquivo em MP3 e gravá-lo em um CD. No entanto, os primeiros leitores de MP3 de empresas como a Creative Labs começaram a aparecer.
A realização do mercado de download de música cresceu generalizada em torno da época do serviço de compartilhamento de arquivos Napster criado por Shawn Fanning que fez um grande impacto sobre a cena de Internet durante o ano 2000. Alguns serviços têm downloads cativos, o que significa que tocando músicas requer uma participação ativa.
As grandes gravadoras finalmente decidiram lançar seus próprios serviços, permitindo-lhes um controle mais direto sobre os custos. O serviço da Sony Music Entertainment não se saiu tão bem como se esperava. Muitos consumidores sentiram que o serviço era difícil navegar e usar. O serviço da Sony custava 3,50 dólares cada faixa também desencorajou muitos pioneiros fornecedores do serviço. Além disso, como MP3 Newswire salientou na sua revisão do serviço, os usuários apenas alugavam as faixas por 3,50 dólares. Depois de um certo ponto os arquivos expirão e não podia ser tocada novamente, sem recompra. O serviço rapidamente fracassou.
Destemida, a indústria fonográfica tentou novamente. A Universal Music Group e Sony Music Entertainment uniram-se para a criação do serviço chamado Duet, renomeado mais tarde de Pressplay. A AOL/Time Warner e Bertelsmann Music Group uniram-se para criar o MusicNet. Novamente, ambos os serviços lutou, dificultado pelos preços elevados e pesadas limitações sobre como os arquivos baixados poderiam ser utilizados uma vez paga. No final, o consumidor preferiu baixar músicas usando programas de compartilhamento de arquivos gratuitos, que muitos sentiam que eram mais conveniente e fácil de usar.
Gravadoras menores forneceram serviços como eMusic, Cductive e Listen.com (atualmente Rhapsody) venderam músicas de gravadoras independentes e artistas para manter no jogo, a demanda de download digital de áudio no entanto disparou após o lançamento do iTunes Store (então chamado iTunes Music Store) e a criação de música portáteis e leitores de áudio digital. Isso permitiu que os fãs de música levassem a sua música com eles, onde quer que fosse.

## Mercado atual
Recentemente, houve um crescimento nas lojas de música de que atendem públicos específicos.
Também há uma grande quantidade de novos serviços surgindo que permitem músicos vender sua música diretamente aos fãs sem a necessidade de uma empresa. Estes tipo de serviços normalmente usa o widgets na internet para o comércio eletrônico que incorporam em muitos tipos de páginas da web. Isso transforma qualquer página da Web em loja do músico.
Um desenvolvimento mais recente permite o download imediato de músicas de rádios, como eles são transmitidos, diretamente opara um telefone celular em menos de 60 segundos. Esta técnica inovadora da Suécia, chamada DROPme, representa um comportamento diferente de canal e consumidor relativo a serviços online.
Em abril de 2008, um dos maiores serviços de músicas online o iTunes Store alcança cerca de 80% do mercado. Em 3 de abril de 2008 iTunes Store ultrapassou a Wal-Mart como o maior varejista de música dos Estados Unidos, um marco na indústria da música, pois é a primeira vez na história que um varejista de música on-line excede os de formatos de música física.
Recentemente, lojas de música online iTunes em especial têm visto um aumento significativo nas vendas. Os consumidores estão começando a se afastar da compra de discos compactos (CD) em favor da compra de álbuns em lojas de música on-line, ou mais comumente, a compra de músicas individuais. A plataforma iTunes tem sido a principal razão para essa mudança, como originalmente vende todas as músicas da sua biblioteca por 99 centavos de dólares. Historicamente, os álbuns seriam vendidos por cerca de cinco vezes o custo de um único, mas o iTunes vendia cada canção por um décimo do preço de um álbum. No entanto, a fim de aumentar as vendas de álbuns, o iTunes instituiu o "Complete meu Álbum", que oferece um desconto sobre o álbum completo, se o consumidor já comprou uma ou mais músicas individuais.